# Terre sainte magazine
 (mars 2020).
Pour les articles homonymes, voir Terre sainte (homonymie).
Terre sainte magazine est une revue périodique bimestrielle consacrée à la Terre sainte, publiée en français depuis le 1er janvier 1921 par la Custodie franciscaine de Terre sainte. 

## Ligne éditoriale
La ligne éditoriale de Terre sainte magazine est de faire découvrir la Terre Sainte et plus largement le Proche-Orient grâce à des pèlerinages, sous les aspects historiques, archéologiques, bibliques et patrimoniaux,.
La rédaction est basée à Jérusalem. Le magazine est distribué pour l’essentiel en France, Belgique, Canada, Suisse. La rédaction en chef est assumée par des religieux franciscains jusqu’en 2007, date à laquelle elle est confiée à un journaliste professionnel. Sa rédactrice en chef depuis 1er novembre 2007 est Marie-Armelle Beaulieu.

## Historique
Le Custode de Terre Sainte Ferdinando Diotallevi fait paraître en janvier 1921 le premier numéro de La Terre Sainte. La publication mensuelle est éditée simultanément en trois langues : italien, espagnol et français et la pagination est de 24 pages. 
Après la chute de l’Empire ottoman, à l’aube du mandat britannique en Palestine et tandis que les pèlerinages sont de plus en plus nombreux, les Frères mineurs capucins veulent illustrer qu’ils ont tenu le rôle de « Gardiens des Lieux saints » qui leur avait été confié par le pape Clément VI en 1342. La revue se propose, comme l’explique le premier éditorial du 15 janvier « faire davantage connaître la Terre Sainte, la Terre de Dieu, le berceau du christianisme, les vénérés sanctuaires où fut réalisée la Rédemption du genre humain ». La rédaction est confiée à des religieux et le développement aux Commissariats de Terre Sainte, relais en Europe de la Custodie. 
La publication, interrompue pour l’édition française en 1940 à cause de la Seconde Guerre mondiale, reprend en 1955. Dans l’intervalle, les rédactions des trois différentes langues se désolidarisent. Certains articles demeurent communs aux trois publications, généralement les articles scientifiques du Studium Biblicum Franciscanum qui divulguent les avancées des franciscains en archéologie et exégèse, tandis que d’autres articles sont écrits à destination des lecteurs selon leur sensibilité nationale. 
En 2004, le nouveau Custode de Terre Sainte, Pierbattista Pizzaballa, fait appel à des journalistes professionnels pour prendre la tête des différentes revues entraînant la délocalisation des rédactions et des impressions. La rédaction italienne est installée à Milan (Italie), l'espagnole à Madrid (Espagne) et l'anglaise à Washington (États-Unis) ; seule la rédaction française demeure à Jérusalem mais imprime à Combourg (France). La revue passe à la couleur, change de format et modifie son nom.
En 2021, la revue a fêté son centenaire,, et a fait l'objet de publication scientifique.
En 2023, la revue de 1921 à 2009 est versée sur Gallica, après une numérisation réalisée par un financement participatif[réf. souhaitée].
Depuis février 2024, la revue est désormais portée par une association : "Les amis de Terre sainte magazine".